# José Miralles
José Miralles Marín, alias «el Serrador» (Villafranca del Cid, 1792-Benasal, 16 de mayo de 1844) fue un militar español, partidario de la causa realista y carlista. Durante la primera guerra carlista combatió principalmente en la región del Maestrazgo.

## Biografía
Cuando la guerra de la Independencia, sentó plaza desoldado en un Regimiento de Lanceros, y, al pacificarse España, se retiró a su pueblo, dedicándose entonces al oficio de serrador, de lo cual tuvo su origen el apodo con que fue luego conocido en la primera guerra carlista.
Cuando la guerra realista de 1820 a 1823, Miralles volvió a lanzarse al campo contra los constitucionales, llegando a obtener el empleo de Teniente de Lanceros del Maestrazgo, y al concluirse aquella guerra con la derrota de los liberales, volvió a su casa.
A la muerte de Fernando VII, se puso al frente de una partida carlista, que aunque pequeña en un principio, llegó a contar con 1500 infantes y 200 caballos, con los cuales Miralles organizó los batallones 4.º y 5.º de Valencia y el Regimiento de Caballería de Lanceros de Valencia, de cuyo antiguo reino llegó a ser comandante general carlista.
Miralles se distinguió en la acción de Mayals (10 de abril de 1834); asistió a la de la Cruz de la Saboya y al sitio de Batea (aquel mismo mes), a la acción de Benasal (17 de mayo) y sufrió grandes persecuciones por parte del enemigo.
Durante el año de 1835 hizo frente al Coronel Buil en el Barranco de Estella (28 de abril); a los pocos días tuvo otro encuentro (que le fue desgraciado) con el mismo coronel isabelino en la masía del Capuchino, cerca de Benasal; sostuvo otro fuego (también desgraciado) en Cantavieja (en julio); contribuyó a la toma de Puebla de Arenoso, mandando ya 800 infantes y más de 100 caballos con el empleo de Teniente Coronel, y a las órdenes del entonces Coronel Quílez se distinguió en la toma de Cuevas de Vinromá, en la entrada de Albocácer y en la rendición de los fuertes de Horcajo, Ortells, Villores, Palanques, Beceite y Valderrobles; asistió luego el Teniente Coronel Miralles a la derrota del Coronel isabelino Decreff cerca de la Jana (26 de agosto de 1835), a las órdenes del entonces Brigadier Ramón Cabrera; volviendo luego Miralles a operar con el entonces Coronel Quílez, hizo algunas correrías por el Bajo Aragón, asistió después al sitio de Gandesa y a la acción de Horta en septiembre, contribuyó a la victoria carlista de Muniesa (el 1.º de octubre), en la que el entonces Brigadier liberal Nogueras resultó herido, y a principios de noviembre atacó inútilmente Lucena.
A principios del año 1836 José Miralles recibió el nombramiento de Coronel y el diploma de Caballero de la Real y Militar Orden de San Fernando; sostuvo el 4 de enero la acción de Chert contra el Coronel Villapadierna, y el 20 del mismo mes otra contra el Coronel Buil en Toga; entró el 3 de marzo en San Mateo; fue batido el 3 de abril por el Coronel isabelino Decreff; venció, en cambio, al Coronel Cánovas en la cuesta de Borriol, persiguiéndole luego hasta las mismas puertas de Castellón, a principios de junio; el día 11 de dicho mes asistió a la toma del fuerte de Alcalá de Chisvert, luego a la del de Torreblanca, atacó después San Mateo y a fines del mismo junio sostuvo en la Culla otro combate contra el comandante general de la provincia, José Grases.
En julio de 1836 el coronel Miralles mandaba una regular columna fuerte de 2000 infantes y 200 caballos, a cuya cabeza ganó el entorchado de Brigadier por el mérito que contrajo en la expedición que hizo saliendo de Benasal el día 20 de julio y regresando a dicho punto el 20 de agosto recorriendo los campos y poblaciones de Vistabella, Villahermosa, Cortes, Puebla de Aragón, Zucaina, Lucena, Cabanes, Albacete, Fonsara y Jérica.
Cuando el General Cabrera se unió a la expedición del General carlista Miguel Gómez, le acompañó el Brigadier Miralles, quien salvó al General Cabrera en la sorpresa de Rincón de Soto, lo cual no impidió que Cabrera se indispusiera con él por fútiles motivos, según el barón de Artagan, y le revelara en 1837 de la Comandancia General de Valencia, destinándole de cuartel a Benasal.
De acuerdo con Antonio Pirala, cuando Cabrera se marchó con su Ejército a Cataluña en 1840, Miralles se acogió a un indulto. Sin embargo, en 1842 Miralles se levantó nuevamente en armas, tomando el mando como comandante general del Maestrazgo.
Según la narración del Barón de Artagan, el Serrador había reunido 200 hombres a sus órdenes, que al grito de «¡Viva Carlos V!» siguieron peleando en el Maestrazgo; pero al cabo de cuatro años de una lucha ya incomprensible por lo aislada y por el número de enemigos que le perseguían, moriría en el combate de Benasal el 16 de mayo de 1844.